# Episodi di Una miss scacciafantasmi
Questa è la lista degli episodi dell'anime Una miss scacciafantasmi.
L'adattamento animato prodotto da Toei Animation e diretto da Atsutoshi Umezawa, è stato trasmesso su Asahi Broadcasting Corporation dall'11 aprile 1993 al 6 marzo 1994 per un totale di 45 episodi.
In Italia, la serie è stata trasmessa inizialmente su Italia 1 dal 30 giugno 2003 per i primi 23 episodi in una versione leggermente censurata ed in seguito riproposta su Italia Teen Television dal 1º dicembre 2003 dove vennero mandate in onda anche le successive inedite, questa volta in una versione con il video integrale.

## Lista episodi
| Nº | Titolo italiano Giapponese 「Kanji」 - Rōmaji                                                        | In onda           | In onda           |
| Nº | Titolo italiano Giapponese 「Kanji」 - Rōmaji                                                        | Giapponese        | Italiano          |
| 1  | Un'affascinante esorcista 「ボディコン除霊師登場!」 - Bodikon joreishi tōjō!                         | 11 aprile 1993    | 30 giugno 2003    |
| 2  | Tentativo di rapina 「強盗に明日はない!」 - Gōtō ni ashita hanai!                                    | 18 aprile 1993    | 2 luglio 2003     |
| 3  | L'esercito di bambole 「呪いの人形帝国!!」 - Noroi no ningyō teikoku!!                               | 25 aprile 1993    | 4 luglio 2003     |
| 4  | Missione nello spazio 「宇宙ゴースト退治!!」 - Uchū gosuto taiji!!                                   | 2 maggio 1993     | 7 luglio 2003     |
| 5  | Un cane fedele 「幽霊屋敷の遠吠え!」 - Yūrei yashiki no tooboe e!                                    | 9 maggio 1993     | 9 luglio 2003     |
| 6  | Un'altra spazzafantasmi 「お嬢さま除霊師!」 - O jō sama joreishi!                                    | 16 maggio 1993    | 11 luglio 2003    |
| 7  | La sfida del dottor Chaos 「Dr.カオスの挑戦!」 - Dr. Kaosu no chōsen!                                | 23 maggio 1993    | 14 luglio 2003    |
| 8  | Viaggio nel tempo 「愛は時間を越えて!」 - Ai ha jikan wo koe te!                                     | 30 maggio 1993    | 16 luglio 2003    |
| 9  | Cosa non si farebbe per un bacio 「お願いチューして!!」 - O negai chu shite!!                        | 6 giugno 1993     | 18 luglio 2003    |
| 10 | Macorà è scomparso 「式神を捜せ!」 - Shikigami wo sagase!                                            | 13 giugno 1993    | 24 luglio 2003    |
| 11 | Viaggio sul treno fantasma 「霊列車で行こう!!」 - Rei ressha de iko u!!                              | 20 giugno 1993    | 31 luglio 2003    |
| 12 | Le pillole magiche 「厄珍堂にご用心!?」 - Yakuchin-dō nigo yōjin!?                                   | 27 giugno 1993    | 5 agosto 2003     |
| 13 | Scontro con una acerrima rivale 「宿敵[ライバル]!小笠原エミ!」 - Shukuteki [raibaru]! Ogasawara Emi! | 4 luglio 1993     | 7 agosto 2003     |
| 14 | Detesto l'estate 「夏だプールだ妖怪だ」 - Natsu da puru da yōkai da                                  | 11 luglio 1993    | 12 agosto 2003    |
| 15 | Incubo mediterraneo 「地中海に全員集合!」 - Chichūkai ni zen'inshūgō!                                | 18 luglio 1993    | 14 agosto 2003    |
| 16 | L'isola dei vampiri 「吸血鬼を眠らせろ!」 - Kyūketsuki wo nemura sero!                               | 25 luglio 1993    | 19 agosto 2003    |
| 17 | Il mistero della sirenetta 「夏の海は誘惑だらけ」 - Natsu no umi ha yūwaku darake                    | 1º agosto 1993    | 21 agosto 2003    |
| 18 | Lo spirito della giungla 「縮みゆく美神!!」 - Chidimi yuku bishin!!                                  | 15 agosto 1993    | 26 agosto 2003    |
| 19 | Il sottomarino fantasma 「幽霊潜水艦を追え!」 - Yūrei sensuikan wo oe!                               | 22 agosto 1993    | 28 agosto 2003    |
| 20 | Partita a tennis spettrale 「極楽スマッシュ!!」 - Gokuraku sumasshu!!                                | 29 agosto 1993    | 2 settembre 2003  |
| 21 | Ritorno all'infanzia (prima parte) 「みんな子供になれ!!」 - Minna kodomo ninare!!                    | 5 settembre 1993  | 4 settembre 2003  |
| 22 | Ritorno all'infanzia (seconda parte) 「悪魔パイパーの逆襲」 - Akuma paipa no gyakushū                | 12 settembre 1993 | 9 settembre 2003  |
| 23 | Addestramento pericoloso 「ドラゴンへの道!!」 - Doragon heno michi!!                                 | 19 settembre 1993 | 11 settembre 2003 |
| 24 | L'ultima sfida 「ドラゴン怒りの暴走」 - Doragon ikari no bōsō                                        | 26 settembre 1993 | 24 dicembre 2003  |
| 25 | La seduta spiritica 「ヤマタイ国のヒミコ」 - Yamatai kuni no Himiko                                  | 3 ottobre 1993    | 25 dicembre 2003  |
| 26 | Avventure... da videogame 「勇者・美神の冒険!」 - Yūsha bishin no bōken!                             | 10 ottobre 1993   | 26 dicembre 2003  |
| 27 | Maria innamorata 「マリア純情一直線!」 - Maria junjō icchokusen!                                     | 17 ottobre 1993   | 27 dicembre 2003  |
| 28 | Il principe tenryu (prima parte) 「ドラゴンの王子!!」 - Doragon no ōji!!                             | 24 ottobre 1993   | 28 dicembre 2003  |
| 29 | Il principe tenryu (seconda parte) 「ドラゴン危機一髪!!」 - Doragon kikiippatsu!!                    | 31 ottobre 1993   | 29 dicembre 2003  |
| 30 | La spada maledetta 「妖刀シメサバ丸見参」 - Yō katana Shimesaba Marumi-san                           | 14 novembre 1993  | 30 dicembre 2003  |
| 31 | Le scope magiche 「空とぶ魔法のホウキ」 - Sora tobu mahō no hōki                                     | 21 novembre 1993  | 31 dicembre 2003  |
| 32 | Matrimonio sfiorato 「令子・結婚します!?」 - Reiko kekkon shimasu!?                                  | 28 novembre 1993  | 1º gennaio 2004   |
| 33 | Il mistero del manichino 「マネキン人形が招く」 - Manekin ningyō ga maneku                           | 5 dicembre 1993   | 2 gennaio 2004    |
| 34 | Il bello della scuola 「妖怪ハイスクール」 - Yōkai haisukuru                                         | 12 dicembre 1993  | 3 gennaio 2004    |
| 35 | Arriva Babbo Natale! 「サンタの贈りもの!」 - Santa no okuri mono!                                    | 19 dicembre 1993  | 4 gennaio 2004    |
| 36 | Un natale molto speciale 「おキヌのクリスマス」 - Okinu no kurisumasu                                | 26 dicembre 1993  | 5 gennaio 2004    |
| 37 | Gara di capodanno 「バトル謹賀新年!!」 - Batoru kinga shinnen!!                                      | 9 gennaio 1994    | 6 gennaio 2004    |
| 38 | Gli esami di ammissione 「受験生ブルース」 - Jukensei burusu                                         | 16 gennaio 1994   | 7 gennaio 2004    |
| 39 | La sorella di Maria 「マリアの妹」 - Maria no imōto                                                  | 23 gennaio 1994   | 8 gennaio 2004    |
| 40 | Maria e Teresa 「マリアとテレサ」 - Maria to Teresa                                                  | 30 gennaio 1994   | 9 gennaio 2004    |
| 41 | La regina delle nevi 「熱闘!雪の女王」 - Nettō! Yuki no joō                                          | 6 febbraio 1994   | 10 gennaio 2004   |
| 42 | Panico al cioccolato 「チョコあげます!!」 - Choko agemasu!!                                          | 13 febbraio 1994  | 11 gennaio 2004   |
| 43 | Neanche per sogno! 「夢の中へ!」 - Yume no naka he!                                                  | 20 febbraio 1994  | 12 gennaio 2004   |
| 44 | La fine dell'incubo 「地獄のナイトメア」 - Jigoku no naitomea                                        | 27 febbraio 1994  | 13 gennaio 2004   |
| 45 | Avventura sul set 「GS[ゴーストスイーパー]より愛をこめて」 - GS [Gōsuto Suīpā] yori ai wokomete      | 6 marzo 1994      | 14 gennaio 2004   |